# هرناندية بنينية
هرناندية بنينية (الاسم العلمي:Hernandia beninensis) هي نوع غير مؤكد من النباتات تتبع جنس الهرناندية من فصيلة الهرنانديات.